# جبر

معادله مربعی جواب‌های معادله را در حالتی که ناصفر است، بر حسب و بیان می‌دارد.

جَبر ( جبر به‌معنای «یکی‌سازی تکه‌های شکسته‌شده» و «شکسته‌بندی»)، به همراه نظریه اعداد، هندسه و آنالیز، یکی از وسیع‌ترین شاخه‌های ریاضیات است. جبر در عمومی‌ترین حالت خود به مطالعه این نمادهای ریاضیاتی می‌پردازد؛ و ریسمانیست که تقریباً تمام ریاضیات را با هم یکپارچه می‌کند. این شاخه شامل مباحث زیادی مثل حل معادلات مقدماتی تا مطالعه تجریدهایی چون گروه‌ها، حلقه‌ها و میدان‌ها است. بخش‌های مقدماتی تر جبر را جبر مقدماتی می‌نامند؛ و بخش‌های مدرن آن را جبر مجرد یا جبر مدرن می‌خوانند. جبر مقدماتی اغلب بخش مهم مطالعه ریاضیات، علوم یا مهندسی به علاوه علوم کاربردی دیگری چون پزشکی و اقتصاد می‌باشد. جبر مجرد یکی از شاخه‌های اصلی ریاضیات پیشرفته است که عمدتاً توسط ریاضیدانان حرفه ای مطالعه می‌شود.
جبر مقدماتی با حساب در استفاده از تجرید متفاوت اند. در جبر برخلاف حساب از تجریدهایی چون نمادهایی برای اعداد مجهول یا مقادیری که مجاز به اختیار کردن مقادیر مختلف اند، استفاده می‌گردد. به عنوان مثال در {\displaystyle x+2=5}، نماد {\displaystyle x} نامعلوم است، اما با اعمال معکوس‌های جمعی مقدار {\displaystyle x=3} برای آن پیدا می‌شود. در{\displaystyle E=mc^{2}}، نماد {\displaystyle E} و {\displaystyle m} متغیر اند، و نماد {\displaystyle c} ثابت سرعت نور در خلأ است. جبر روش‌هایی برای نوشتن فرمول‌ها و حل معادلات ارائه می‌کند که بسیار ساده‌تر و واضح تر از روش‌های قدیمی است که همه چیز را بر حسب کلمات یا شکل‌ها می‌نوشتند.
واژهٔ جبر کاربردهای تخصصی تر هم دارد. نوعی از اشیاء ریاضیاتی در جبر مجرد را «جبر» می‌نامند؛ به عنوان مثال در عنوان‌هایی مثل جبر خطی یا توپولوژی جبری.
علم جبر توسط ریاضی دان ایرانی خوارزمی پایه گذاری شد و خوارزمی به پدرعلم جبر معروف است.

## دسته‌بندی
- جبر مقدماتی: جبر مقدماتی عملیات پایه‌ای بر روی چهار عمل اصلی را در بر می‌گیرد. در این شاخه پیش از تعریف علائمی که اعداد ثابت و متغیرها به وسیلهٔ آن‌ها از هم تفکیک می‌شوند، روش‌هایی برای حل معادلات به کار می‌رود.[۷]
- جبر مجرد: جبر مجرد به مطالعه ساختار جبری پیشرفته‌تر مثل گروه و حلقه و میدان می‌پردازد و خود به شاخه‌های گوناگونی تقسیم می‌شود:[۷]
  - جبر جابجایی
  - جبر ناجابجایی
- جبر خطی: بررسی نگاشت‌های خطی میان فضاهای بُرداری و فضاهای برداری در حیطهٔ این جبر است که کاربردهای بسیاری در شاخه‌های گوناگون دارد.[۷]

## برای مطالعات بیشتر
- خلاصه کتاب تاریخ تکامل جبر ریاضی از قرن دوم تا قرن بیست و یکم، نوشته جان داربی‌شر، ترجمه کامران بزرگزاد ایمانی، نشر واژه ۱۴۰۱.